# Vemb Kirke
Vemb Kirke er kirken i Vemb Sogn i Ringkøbing Provsti, Ribe Stift. Den ligger i Holstebro Kommune, indtil Kommunalreformen i 2007 lå den i Ulfborg-Vemb Kommune, og indtil Kommunalreformen i 1970 lå den i Hjerm Herred (Ringkøbing Amt).
Kor og skib er opført i romansk tid af marksten med tilhugne kvadre på hjørnerne. Den retkantede norddør er bevaret i brug, syddøren er næsten forsvundet i murværket. Våbenhuset mod nord er antagelig opført i 1600-tallet. Den lille klokkekam mod vest blev opsat i midten af 1800-tallet. Det rundbuede østvindue blev genåbnet i 1941, da kirken blev renoveret.
Kor og skib har flade bjælkelofter. Ved renoveringen i 1941 blev østvinduet åbnet og det gamle altertavlemaleri fra omkring 1900 af Gjørup erstattet med et trækors. I 1997 fik østvinduet isat en glasmosaik af Sven Havsteen-Mikkelsen. Prædikestolen er fra begyndelsen af 1600-tallet.
Den romanske granitfont har profileret kumme med en savtakfrise nederst samt vulst på overgangen til den firkantede fod, der har hjørnekløer. Fonten er registreret i Mackeprang - Nord og Sønderjylland - Vestjylland, Salling og Himmerland - Den vestjyske type - Glatkummers varianter.

## Galleri
| - Billeder fra kirkens indre - Skibet set mod øst med det flade bjælkeloft - Skibet set mod vest fra koret - Østvindue med glasmosaik af Sven Havsteen-Mikkelsen |